# Manuel Eugénio Machado Macedo
Manuel Eugénio Machado Macedo (* 10. Februar 1922 in Ponta Delgada (Azoren); † 21. Mai 2000 in Lissabon) war ein portugiesischer Chirurg und Präsident des Weltärztebundes.

## Leben und Wirken
Manuel Eugénio Machado Macedo studierte bis 1946 in Lissabon Medizin. Nach dem Staatsexamen begann er seine ärztliche Tätigkeit in der Medizinischen Universitätsklinik Zürich bei Löffler und war dann zur Weiterbildung in der Thoraxchirurgie im Vereinigten Königreich als Stipendiat des British Council und als Senior House Surgeon and Resident in der Leicester Chest Unit tätig. Seit 1956 arbeitete er als Thoraxchirurg zunächst als Oberarzt an der Abteilung für Thoraxchirurgie im Stadtkrankenhaus Lissabon, seit 1969 als Chefarzt dieser Abteilung. 1979 wurde er Professor der Fakultät der Medizinischen Wissenschaften der Neuen Universität Lissabon und arbeitete 1988 bis 1992 als Direktor des Departments für Herz- und Thoraxchirurgie im Santa Cruz-Hospital. Seit 1985 wirkte er als Professor für Herz- und Thoraxchirurgie der Medizinischen Fakultät der Klassischen Universität Lissabon.
Macedo war von 1984 bis 1986 Präsident der Europäischen Gesellschaft für kardiovaskuläre Chirurgie, von 1987 bis 1992 war er Präsident des Ordern dos Medicos, der nationalen Portugiesischen Ärztekammer. 1990 wurde Manuel Eugenio Machado Macedo für zwei Jahre Präsident des Weltärztebundes, von 1992 bis 1994 war er Präsident des Ständigen Ausschusses der Europäischen Ärzte der EG.

## Auszeichnungen
- Großkreuz des Ordens des Infanten Dom Henrique 1993
- Paracelsus-Medaille 1995